# 大张伟
大张伟（1983年8月31日—）本名張偉，北京人，歌手、演员、主持人、作詞家和作曲家，曾是花兒樂隊的主唱。
1999年，花兒樂隊首張專輯《幸福的旁邊》發行，他作為成員之一正式出道。2001年，在花兒樂隊第二章專輯《草莓聲明》發行後，大張偉認為中國的音樂土壤不適合再繼續做搖滾樂，所以與當時所在的新蜂唱片解約。2005年，大張偉創作了歌曲《嘻唰唰》，成為該樂隊知名曲目和代表曲目。2009年，花兒樂隊解散，大張偉單飛。2014年，他憑藉歌曲《倍儿爽》首次登上春晚舞台，之後也活躍於各大綜藝節目與訪談節目之中。

## 演藝經歷
大张伟小学时已展露高强的歌唱天赋，曾加入銀河少年電視藝術團,后因变声期被迫退出，并失去保送音乐特长生及成为美声歌唱家道路  。
因深受绿日乐队等欧美音乐影响，1998年2月组建中國第一支未成年搖滾樂隊“花儿乐队”，14歲寫出第一首歌《花》，同年7月應“滾石中國火”之邀錄制《放學啦》DEMO。並被《智慧少年》雜誌評為全國六大智慧少年之一。
1999年1月18日，花兒樂隊在“新蜂”旗下發表首張專輯《幸福的旁边》。2月，魔岩唱片與新蜂音樂簽署在海外發表花兒樂隊首張專輯合約。6月19日，參加“中國第二屆新音樂演唱會”，與中國搖滾人崔健同台演出。
2001年12月18日，發表第二章專輯《草莓聲明》。
2004年，簽約百代，6月發行專輯《我是你的羅密歐》。
2006年，推出專輯《花天囍世》。
2007年9月28日，發行專輯《花齡盛會》。
2008年8月11日，發行首張個人專輯《霹靂狂花》 ；11月14日，在北京工人体育馆舉行花儿乐队《花樣十年》演唱會。
2009年7月13日，大張偉單飛後發行第一首個人单曲《爱火燒》。
2011年6月16日，出任酷狗音乐創意總監；7月19日發行專輯《大張旗鼓》。
2012年1月10日，發行專輯《大搖大擺迎春来》。
2014年，大張偉以歌曲《倍儿爽》亮相春晚舞台。
2013-2014年，參加恒大星光音樂節巡迴演出。
2018年7月26日，大張偉發行個人創作電音單曲《我怎麼這麼好看》。
2019年1月6日，《阳光彩虹小白马》獲得《Q China 2018年度音樂盛典》年度歌曲榴蓮獎。
2020年5月2日，騰訊視頻出品節目《創造營2020》的特派教練，1-2期出演。
2021年9月19日参加东方卫视代际潮音音乐节目《中国梦之声·我们的歌第三季》。
2022年1月31日，参加《2022年中央广播电视总台春节联欢晚会》。
2022年9月10日，参加《2022北京广播电视台中秋晚会》。
2023年1月21日，参加《2023年中央广播电视总台春节联欢晚会》。
2023年10月，大张伟“大好时光”演唱会在北京举行，演唱会各种互动环节都由大张伟亲自参与创意设计。
2023年11月19日，参加东方卫视代际潮音综艺节目光明优倍《我们的歌》第七期。
2024年2月9日，参加《2024年中央广播电视总台春节联欢晚会》。

## 個人生活
大張偉是一個非常爱思考的人，平時除了音樂創作之外，最大的樂趣就是宅在家裡看書、看電影，也喜歡顏色繽紛的衣服和東西。2014年與經紀人劉迎登記结婚，在最新綜藝《我们的师父》中有公開提到其妻子，粉絲名為DM48。

## 演藝作品

### 为他人创作歌曲
- 莫文蔚 消灭 （专辑《你可以》，作曲作词）
- 杨乃文 静止 （专辑《Silence》，作曲作词）
- 江美琪 快乐天使 (专辑《悄悄话》，作曲作词）
- 伊能静 心儿慢慢摇 （作曲作词）

### 電影作品
| 時間 | 名稱         | 導演   | 角色性質 |
| 2009 | 皇家刺青     | 于永刚 | 客串     |
| 2010 | 越光宝盒     | 刘镇伟 | 客串     |
| 2012 | 东成西就2011 | 刘镇伟 | 客串     |

### 综艺节目
| 时间   | 节目名称                 | 电视台   | 备注           |
| 2013年 | 年代秀                   | 深圳卫视 | 固定嘉宾       |
| 2013年 | 土豆周末秀               | 土豆视频 | 总导演，主持人 |
| 2014年 | 百变大咖秀               | 湖南卫视 | 固定嘉宾       |
| 2015年 | 跟着贝尔去冒险           | 东方卫视 | 固定嘉宾       |
| 2016年 | 天天向上                 | 湖南卫视 | 主持人         |
| 2016年 | 十三亿分贝               | 爱奇艺   | 主持人         |
| 2016年 | 我去上学啦第二季         | 东方卫视 | 固定嘉宾       |
| 2016年 | 明星大侦探第一季         | 芒果TV   | 嘉宾->固定嘉宾 |
| 2017年 | 明星大侦探第二季、第三季 | 芒果TV   | 嘉賓           |
| 2018年 | 我家那小子               | 湖南卫视 | 主持人         |
| 2018年 | 我是大侦探               | 湖南卫视 | 固定嘉宾       |
| 2018年 | 三个院子                 | 江苏卫视 | 固定嘉宾       |
| 2018年 | 即刻电音                 | 腾讯视频 | 固定嘉宾       |
| 2018年 | 明星大侦探第四季         | 芒果TV   | 嘉賓           |
| 2019年 | 我家那閨女 第一季        | 湖南卫视 | 主持人         |
| 2019年 | 我们的师父               | 湖南卫视 | 固定嘉宾       |
| 2019年 | 蒙面唱將猜猜猜 第四季    | 江蘇衛視 | 猜評團成員之一 |
| 2019年 | 我家那閨女 第二季        | 湖南卫视 | 主持人         |
| 2020年 | 密室大逃脫 第二季        | 芒果TV   | 固定成員       |
| 2020年 | 乐队的夏天 第二季        | 爱奇艺   | 固定嘉宾       |
| 2020年 | 认真的嘎嘎们 GAGMAN      | 腾讯视频 | 主持人/导师    |
| 2020年 | 看我们的生活             | 优酷视频 | 主持人         |
| 2020年 | 明星大侦探第六季         | 芒果TV   | 常驻嘉宾       |
| 2020年 | 蒙面唱將猜猜猜 第五季    | 江蘇衛視 | 猜評團成員之一 |
| 2021年 | 密室大逃脱 第三季        | 芒果TV   | 固定成员       |
| 2021年 | 誰是寶藏歌手             | 湖南卫视 | 主持人         |
| 2021年 | 我們的歌第三季           | 東方卫视 | 前輩歌手       |
| 2021年 | 中國潮音                 | 优酷视频 | 樂府令         |
| 2022年 | 大侦探第一季             | 芒果TV   | 固定嘉宾       |
| 2022年 | 春日遲遲再出發           | 芒果TV   | 固定嘉宾       |
| 2022年 | 密室大逃脱第四季         | 芒果TV   | 固定嘉宾       |
| 2022年 | 是很熟的味道呀           | 腾讯视频 | 固定嘉宾       |
| 2022年 | 我们的歌第四季           | 东方卫视 | 前辈歌手       |
| 2023年 | 大偵探第二季             | 芒果TV   | 固定嘉賓       |
| 2023年 | 極限挑戰第九季           | 東方衛視 | 固定成員       |
| 2023年 | 密室大逃脫第五季         | 芒果TV   | 固定成員       |
| 2023年 | 我们的歌第五季           | 东方卫视 | 前辈歌手       |
| 2024年 | 大偵探第三季             | 芒果TV   | 固定嘉賓       |
| 2024年 | 新说唱2024               | 爱奇艺   | 明星制作人     |
| 2024年 | 密室大逃脫第六季         | 芒果TV   | 固定成員       |
| 2024年 | 我们的歌第六季           | 东方卫视 | 前辈歌手       |

## 事件

### 被指抄襲
2016年，捷德指出大張偉改编的《爱如潮水》remix版抄襲了《Candyman》，並在官方社交帳號表示：“實話說，我認為這是對《Candyman》的公然盗竊。”“這絕對不可能是一個巧合，這就是一個純粹的剽竊。”

### 爭議
多首歌曲出現與黑鬼（Nigger）發音相近的詞，其中包括《我的果汁分你一半》（歌詞提及「我要那個那個那個那個那個那個那個啊，你要那個那個那個那個那個那個那個啊」，且將「那個」字讀成nei ge而非na ge）、《陽光彩虹小白馬》（歌詞更直接使用「你是內內個內內內個內個內內內內個內內內個內個內內」，「內個」在中文本無意思，被懷疑將「那個」改為更接近Nigger的「內個」）、《膩歌》（歌名nei ge音近Nigger），因此被網友戏稱爲大張偉的「黑人三部曲」。
2020年，《陽光彩虹小白馬》（2018年發布）於YouTube突然爆紅，很快便有了百萬播放量。評論區關注重點集中在歌曲反覆重覆的「內個」，該歌詞被視為種族歧視，有人認為「那個」在中文語境中廣泛應用，兩者音近只是語言巧合。而後，該歌曲常用來作為惡搞黑人與白人的素材。知名YouTube黑人主播IShowSpeed的直播中頻繁出現該歌曲，這種戲劇沖突和其本人誇張的表演呈現出優異的直播效果。經過了Speed多年的等待，大張偉與Speed二人最終也於2025年Speed中國行長沙站的直播中完成了所謂的「世紀會晤」。